# 紀念碑谷

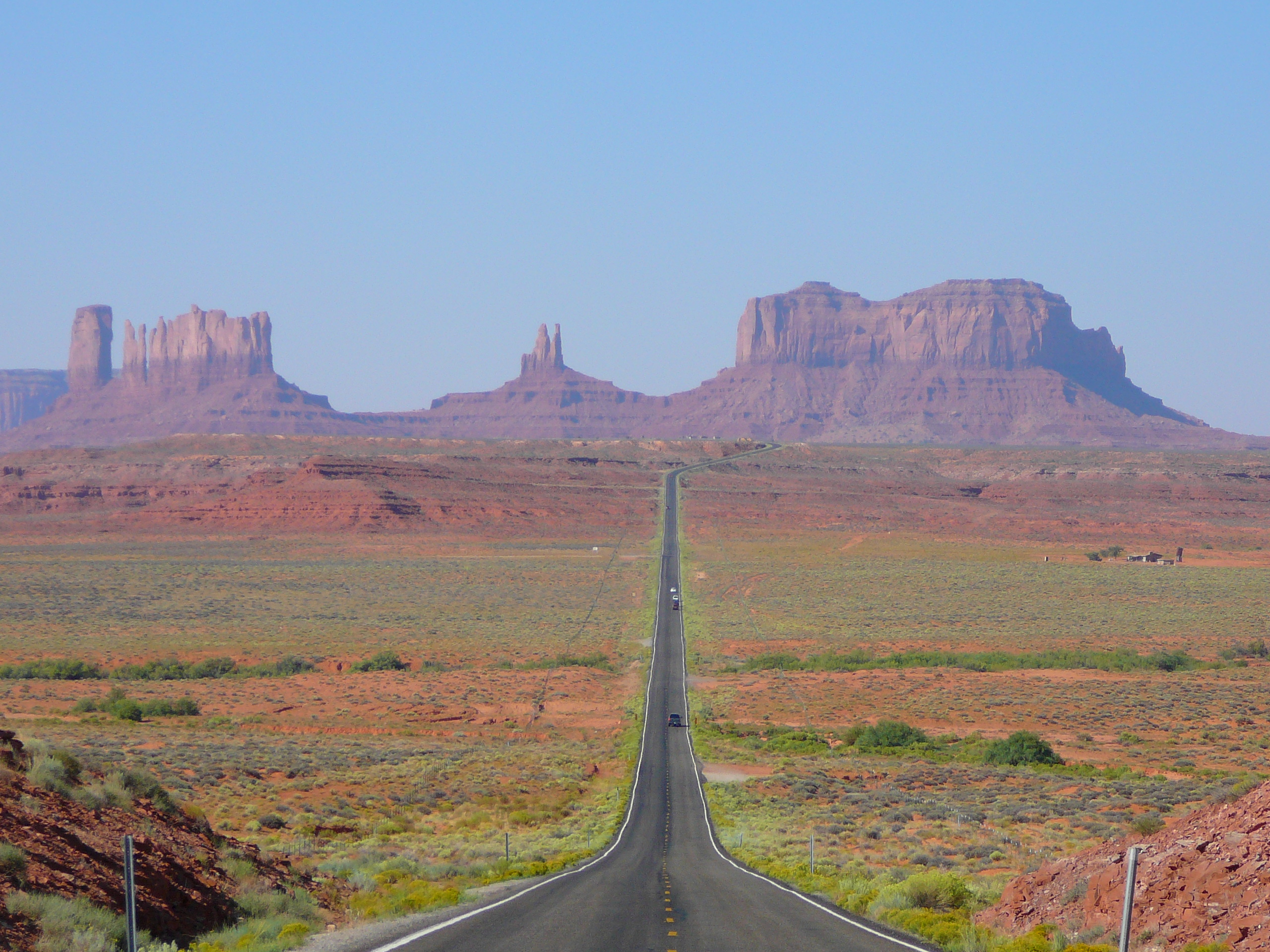
在猶他州望向紀念碑谷。拍攝位置是亞利桑那州/猶他州界北方13英里處，美國163號公路上。

紀念碑谷（英語：Monument Valley，納瓦荷語：Tsé Biiʼ Ndzisgaii，岩石峽谷之意）是在科羅拉多高原一個由砂岩形成的巨型孤峰群區域，其中最大的孤峰高於谷底約300公尺。該區域位於亞利桑那州北方州界和猶他州南方州界（座標大約36°59′N 110°6′W / 36.983°N 110.100°W），四角落的附近。紀念碑谷在纳瓦霍族保留地之內，可經由美國163號公路到達。

## 地理和地質

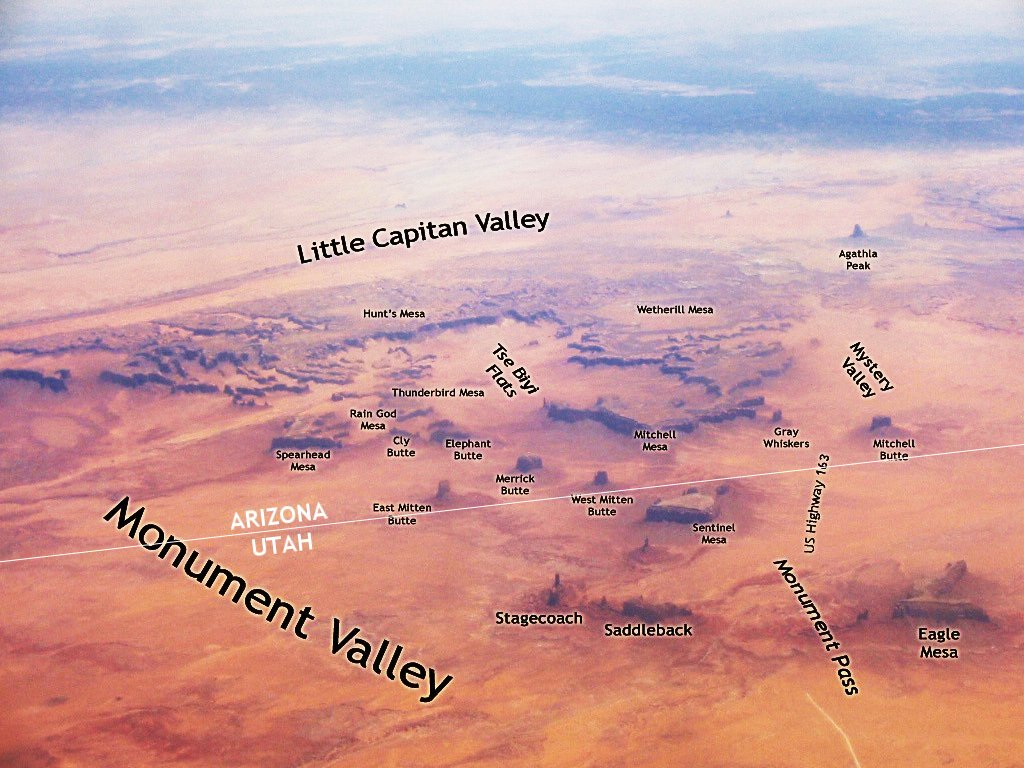
紀念碑谷空照。

紀念碑谷是科羅拉多高原的一部分，高出海平面1500m到1800米。谷底大多是含沙的卡特勒層（Cutler Formation）地層或從河流切穿峽谷形成的砂沉積。紀念碑谷的鮮豔紅色來自铁氧化物從風化的砂岩中暴露。谷中較暗的藍灰色岩石則是來自氧化錳。
谷中的孤峰清楚分成多個地層，最主要的地層有三個。最底下的地層是稱為 Organ Rock 的頁岩，中間則是謝伊層砂岩（de Chelly），最頂層則是稱為孟科匹（Moenkopi）層的頁岩，更上方被稱為 Shinarump 的粉砂岩覆蓋。紀念碑谷內有許多巨型岩石結構，其中包含了「太陽之眼」（Eye of the Sun）。
1948年到1967年之間，紀念碑谷南方邊界的Monument Upwarp有鈾礦的開採，主要是在Shinarump粉砂岩分布區域；部分沉積岩的鈾礦同時也有釩和銅礦。

## 大眾媒體中的紀念碑谷
紀念碑谷在1930年代開始出現於許多媒體中。最有名的可能是在美國導演約翰·福特的多部西部片中，其中有《驛馬車》、《搜索者》。導演羅拔·湛米基斯的《阿甘正传》也出現紀念碑谷。在電視方面過去則有美國影集《飛狼》，近年則有英國影集《超時空博士》的其中兩集不可能的宇航员和月球之日。

## 旅遊

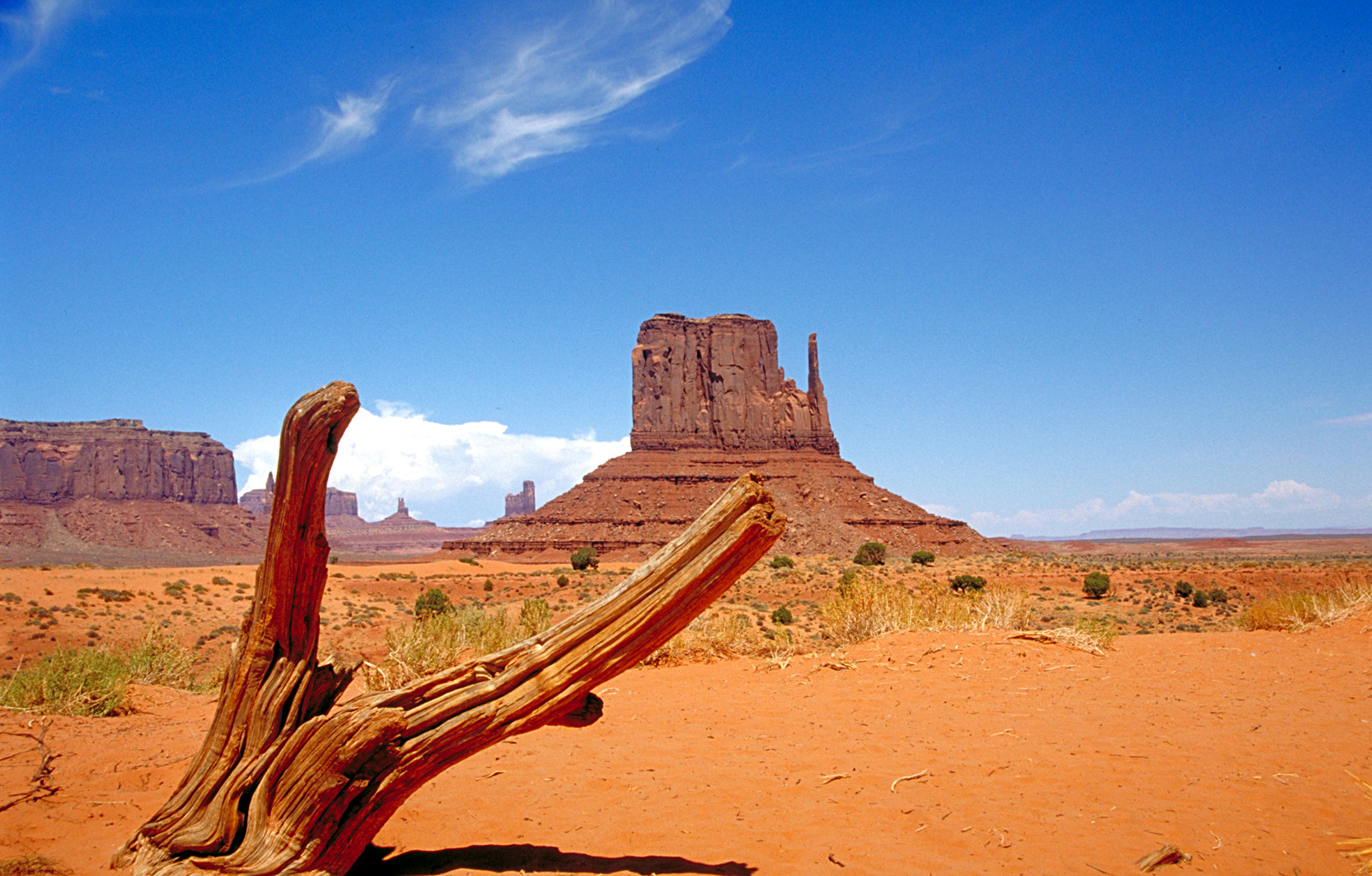
在谷底的紀念碑谷一景

紀念碑谷實際上是包含紀念碑谷納瓦霍部落公園（Monument Valley Navajo Tribal Park）周圍的大片區域，而納瓦霍族的保留區相當於國家公園，例如猶他州的奥利亚特-紀念碑谷（Oljato-Monument Valley）就在紀念碑谷的指定區域內。
遊客可以付過路費後行駛約27公里的泥土路（約2到3小時旅程）。旅客也可以參加旅遊行程，價格依照服務和路線收費每人40到100美金不等。有部分區域，例如神秘谷（Mystery Valley）和杭特平顶山脉（Hunts Mesa）必須要有導遊才能進入。
在紀念碑谷公園範圍內或整個紀念碑谷區域，遊客也可以從各遊客服務單位騎馬遊歷，價格依照距離而定。騎馬的時間可能從一小時到隔夜宿營不等。此外，每年5月1日到10月31日可以搭乘熱氣球，有時可搭乘小型飛機。
紀念碑谷是美國「峽谷圓環」（Grand Circle）的一部分。該圓環包含：科羅拉多大峽谷、梅萨维德国家公园、布萊斯峽谷國家公園、錫安國家公園、圓頂礁國家公園、天生橋國家紀念區、霍文威普國家紀念地、拱門國家公園和許多其他景點。

## 圖集

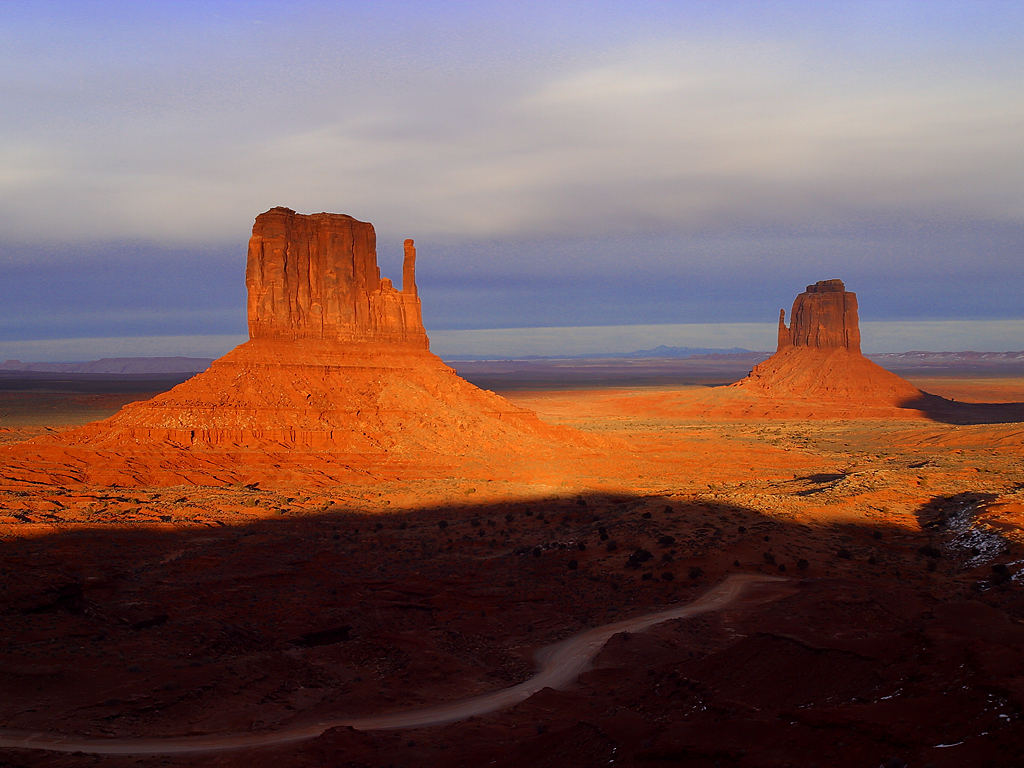
東拳擊套和西拳擊套孤峰
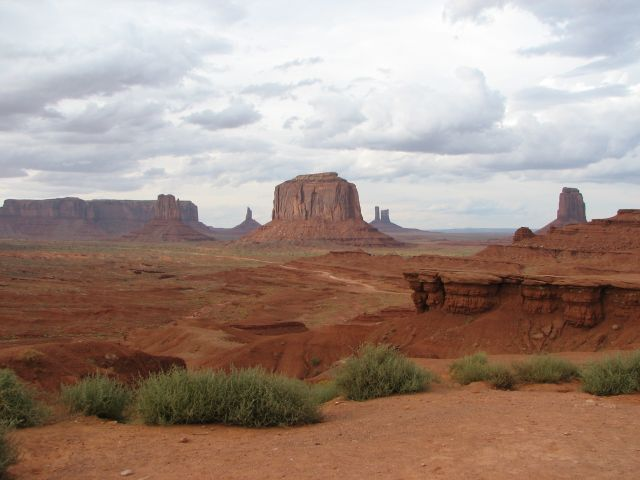
在 John Ford's Point 一景
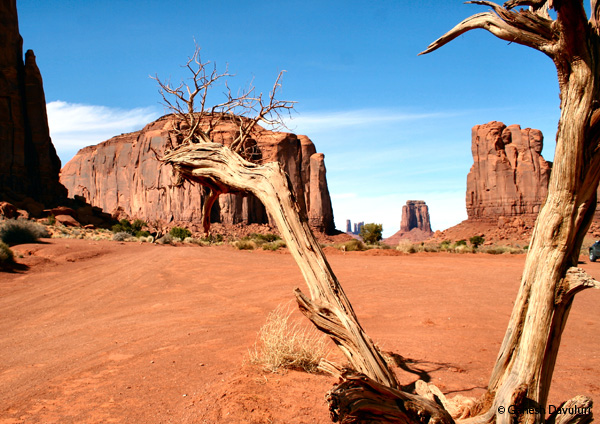
北窗（The North Window）一景
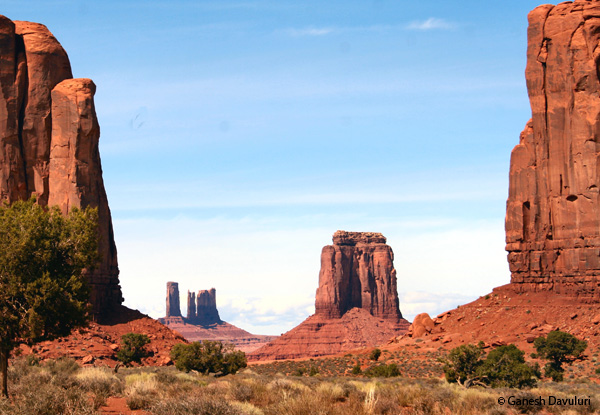
另一個在北窗所見景象
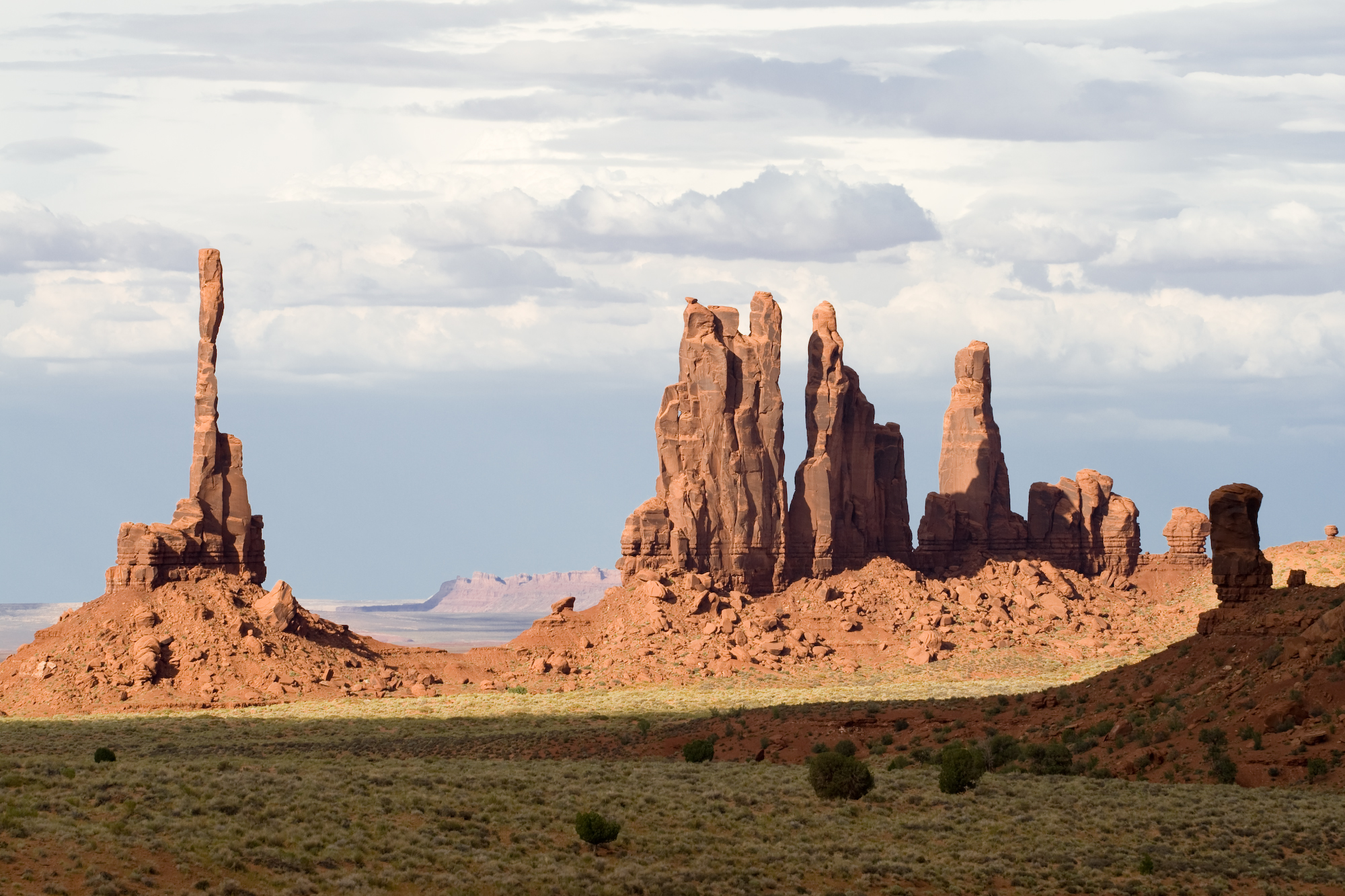
圖騰柱
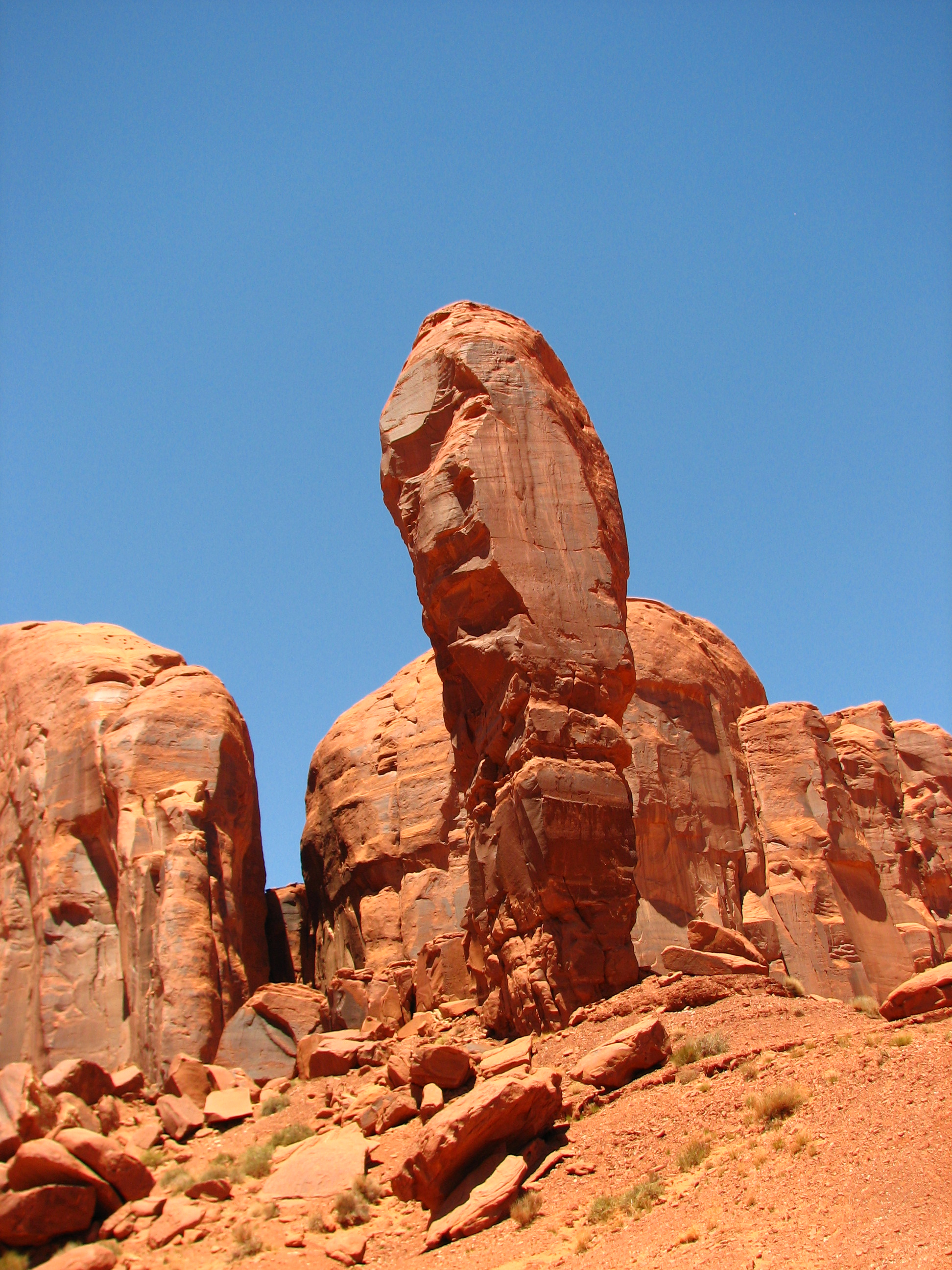
大拇指
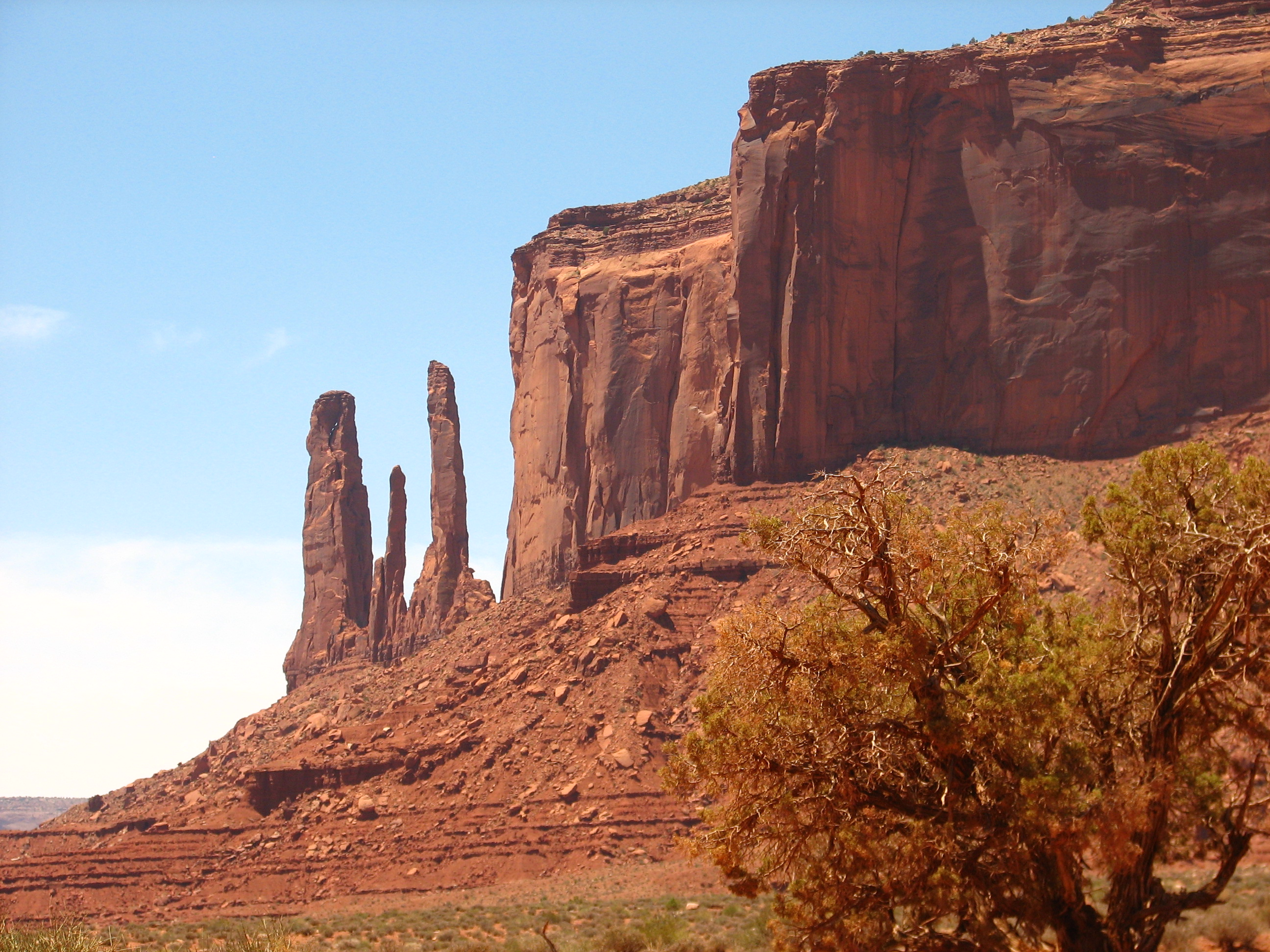
三姊妹
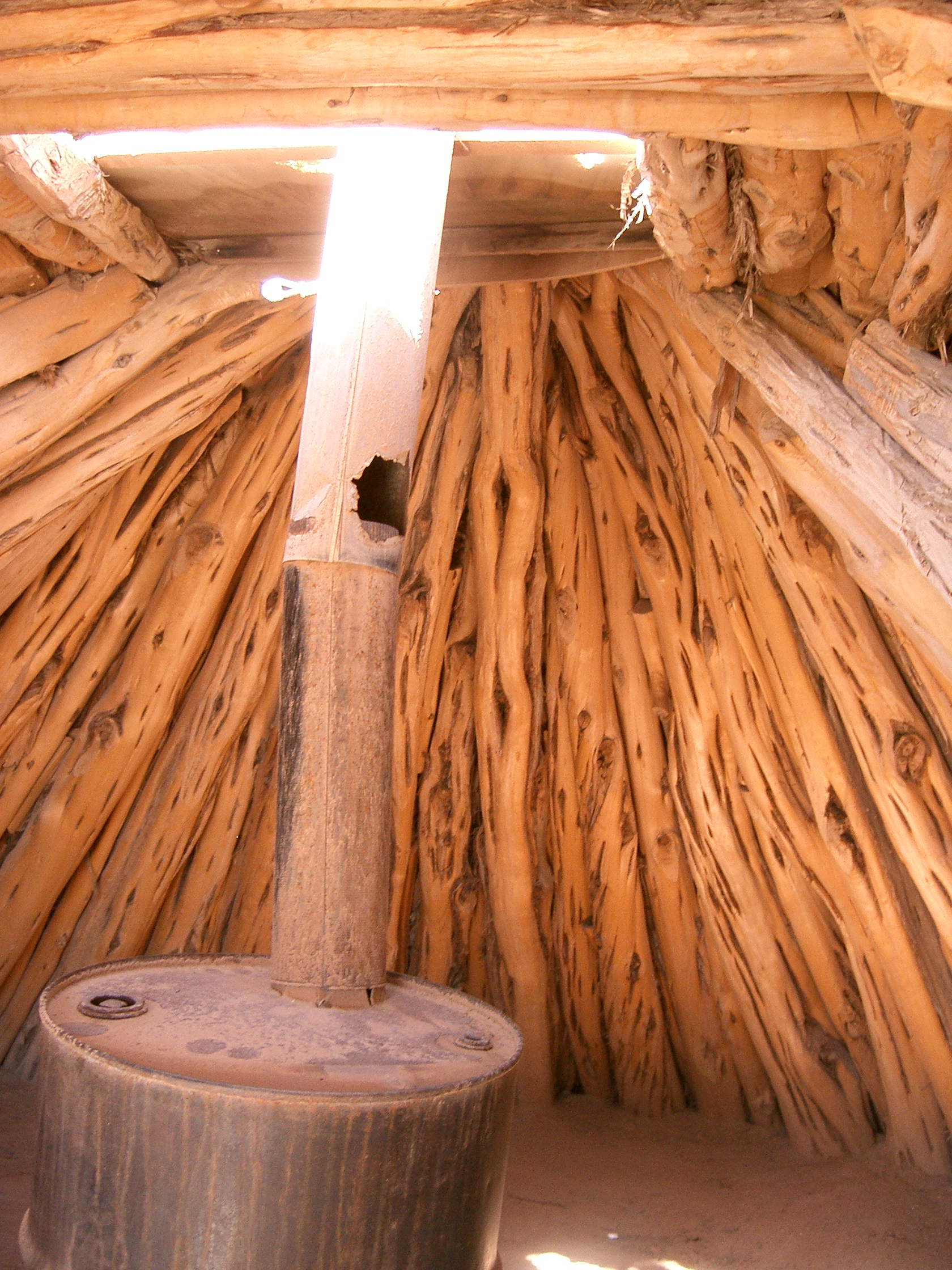
納瓦霍族房屋內部，內有一個由55加侖桶製成的火爐。
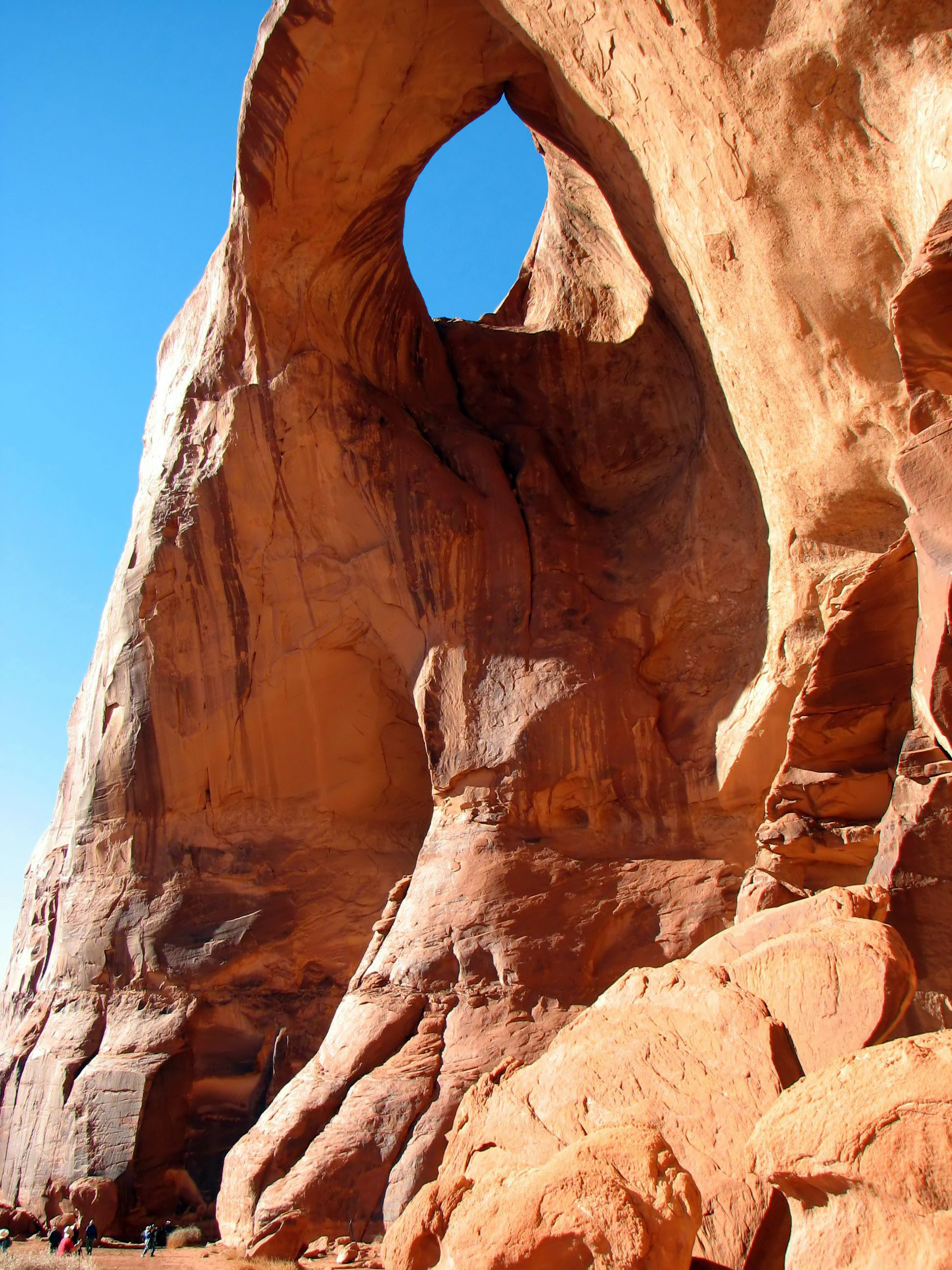
太陽之眼

## 紀念碑谷全景影像

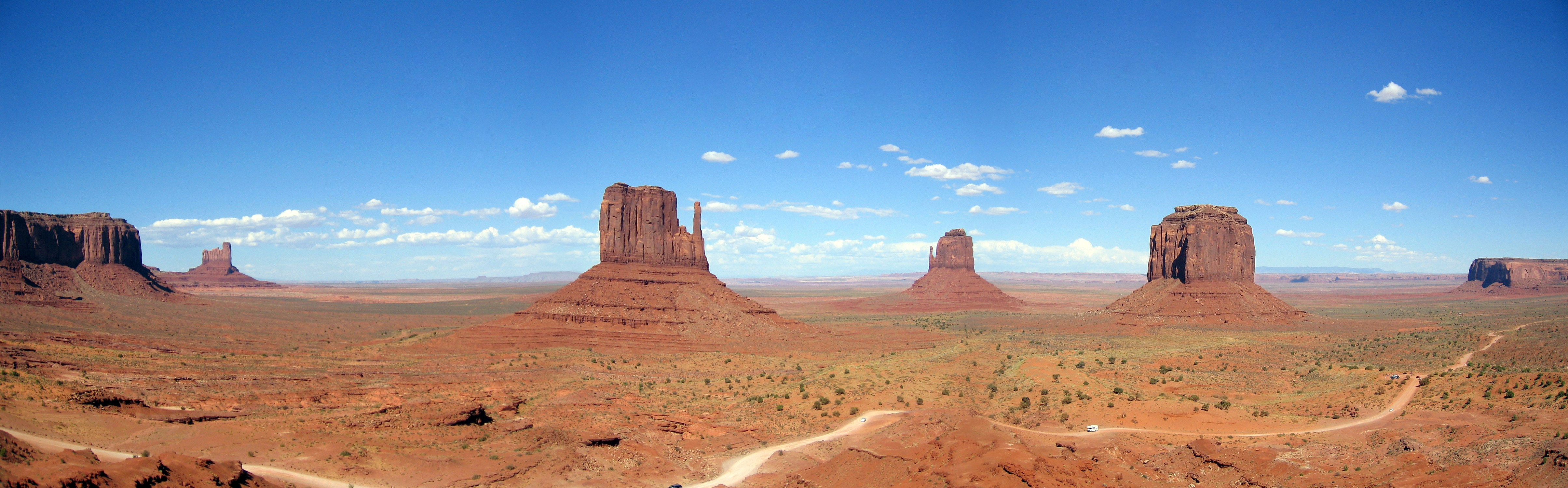
在遊客中心拍攝的紀念碑谷全景影像，可見到「拳擊套」孤峰和迂迴通過公園的道路

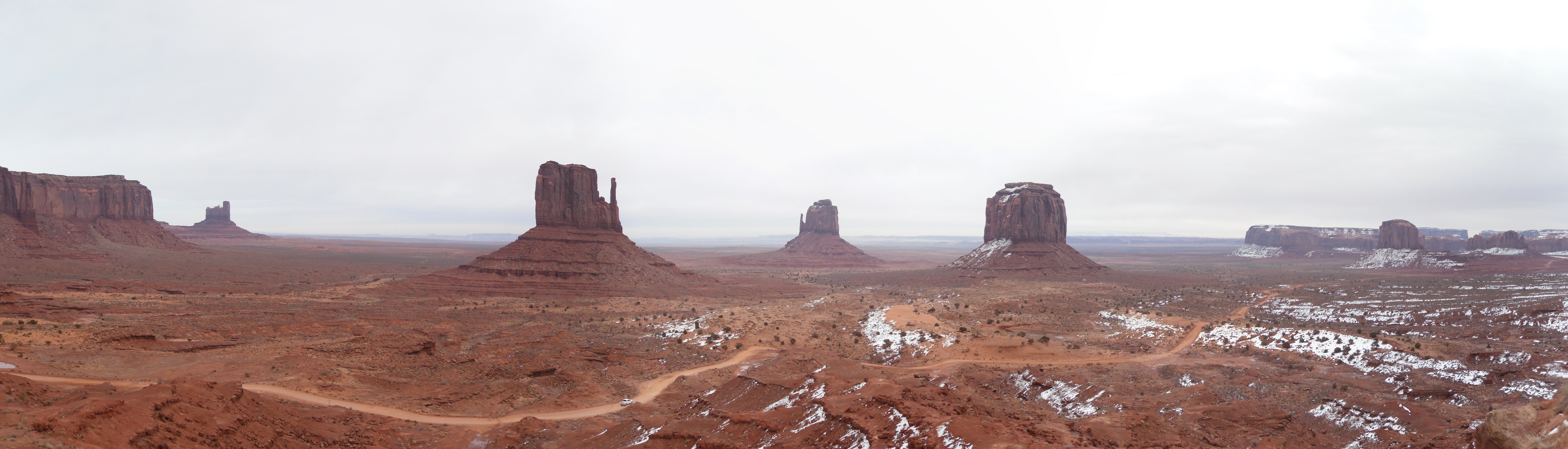
紀念碑谷冬季全景影像

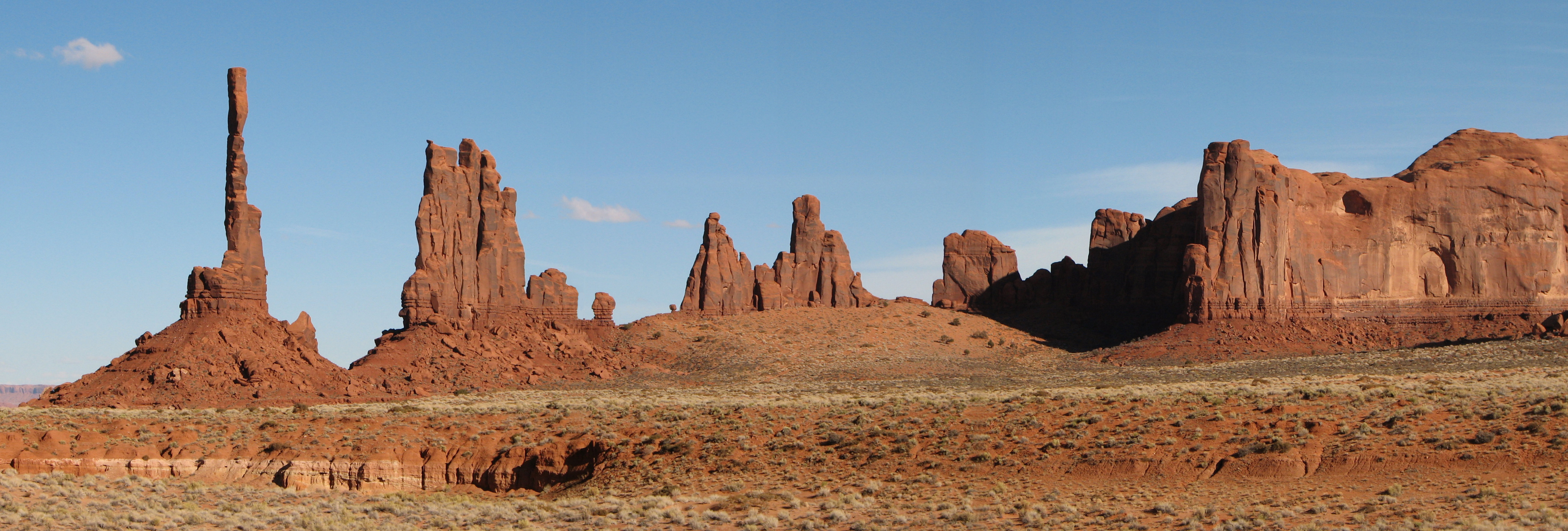
圖騰柱

## 外部連結
- Monument Valley Tours & Tickets （页面存档备份，存于）
- Monument Valley Navajo Tribal Park website
- Map of Monument Valley
- Los Angeles Times article about Monument Valley （页面存档备份，存于）
- American Southwest Guide （页面存档备份，存于）
- Energy Information Administration notes on  uranium mining and its decommissioning
- IMDb list of movies and television shows with scenes in Monument Valley[永久]
- Column from PopMatters.com on Monument Valley in film （页面存档备份，存于）